# Malou Airaudo
Malou Airaudo (* 1948 in Marseille) ist eine französische Tänzerin, Choreografin und Tanzpädagogin aus dem Pina-Bausch-Ensemble.

## Leben
Malou Airaudo begann mit acht Jahren ihre Ausbildung an der Schule der Opéra de Marseille und tanzte dort im Ensemble.  Es folgten Engagements beim Ballet Russes de Monte Carlo und beim „Ballett Théâtre Contemporain“ in Amiens. Sie arbeitete eingangs der 1970er Jahre in New York City bei Manuel Alum und Paul Sanasardo  und traf dort auf Pina Bausch, die sie 1973 für das von ihr gegründete Tanztheater Wuppertal engagierte. Airaudo wurde eine der prägenden Tänzerinnen des Tanztheaters Wuppertal. Sie trat in einer Vielzahl von Bausch-Stücken auf: „Fritz“; „Iphigenie auf Tauris“; „Kindertotenlieder“; „Orpheus und Eurydike“; „Café Müller“; „Bandoneon“, und tanzte das Solo in „Le Sacre du Printemps“. Sie arbeitete auch mit Carolyn Carlson und gründete in Paris zusammen mit Jacques Patarozzi, Dominique Mercy, Helena Pikon und Dana Sapiro die Gruppe „La Main“.
Seit 1984 ist Airaudo Dozentin und Professorin für Tanz an der Folkwang Hochschule in Essen und dort Leiterin des Instituts für Zeitgenössischen Tanz. Sie arbeitet als Choreografin unter anderem für das Folkwang Tanzstudio, das Ballet de Lorraine und das Grand Théâtre de Genève. Ihre beim „Theater Renegade“ entstandene Produktion Irgendwo wurde 2012 zur Tanzplattform Deutschland eingeladen.

## Choreografien (Auswahl)
- Birke. Folkwang Tanzstudio, 2013
- Der verlorene Drache. Schauspielhaus Bochum, 2011[3]
- Irgendwo. Schauspielhaus Bochum, 2010[4]

- mit Jean Laurent Sasportes:  Autant en emporte le Temps
- mit Mark Sieczkarek: Black is the colour
- Schwarze Katze. Theatre Renegade (2008)

## Auszeichnungen
- 2023: Deutscher Tanzpreis (zusammen mit Jo Ann Endicott, Lutz Förster und Dominique Mercy)